# U 660 (Kriegsmarine)
De U 660 was een U-boot van de Duitse Kriegsmarine tijdens de Tweede Wereldoorlog. De U-boot was van het type VIIC en werd gecommandeerd door kapitein-luitenant-ter-zee Götz Baur.

## Geschiedenis
De U 660 werd eveneens in de nacht van 3 op 4 september 1942 verrassend aangevallen door een Britse Whitley-vliegtuig dat uitgerust was met radar- en Leigh Light-zoeklicht apparatuur. De U 660 kon ontsnappen zonder schade op te lopen van de gedropte vliegtuigdieptebommen. De U 660 werd later in oktober 1942 naar de Middellandse Zee gezonden, om daar de U-bootvloot te versterken.

## Ondergang
De U 660 werd zelf tot zinken gebracht door eigen bemanning, op 12 november 1942 in de Middellandse Zee nabij Oran, in positie 36° 7′ 0″ NB, 1° 0′ 0″ WL nadat hij werd beschadigd door dieptebommen van de Britse korvetten HMS Lotus en HMS Starwort. Er vielen twee doden en 45 manschappen overleefden deze aanval. De getroffen U 660 slaagde erin om boven water te komen en zich over te geven aan de Britse oorlogsbodems. Ze werden krijgsgevangene genomen evenals hun commandant Götz Baur.